# Christoffer de la Vallée
Christoffer de la Vallée, född 1661 i Stockholm, död 1700 i Narva, var en svensk arkitekt och ingenjör. Han var son till Jean de la Vallée.
Liksom sin far och farfar före honom studerade Christoffer de la Vallée byggnadskonsten och företog för sina studier vidsträckta utländska resor, under vilka han 1685 ingick som ingenjör i venetiansk tjänst. I denna egenskap deltog han under fältmarskalken Otto Wilhelm Königsmarck i fälttåget till Grekland och utmärkte sig vid flera tillfällen, särskilt vid erövringen av fästningen Nauplia di Romania. Återkommen till Sverige, utnämndes han 1689 till kapten-ingenjör i Wismar, och 1699 till generalkvartermästarelöjtnant i Narva, där han stupade under belägringen 1700. Christoffer de la Vallée adlades 1692 med bibehållande av namnet.